# 아이, 로봇
《아이, 로봇》(영어: I, Robot)은 아이작 아시모프의 SF 단편 소설 모음집 《나는 로봇》를 원작으로 한 2004년 영화이다.
영화의 배경은 가까운 미래인 2035년의 시카고이다. 로봇회사 USR의 신형 로봇 모델인 'NS-5'의 출시를 앞두고, 개발자인 래닝 박사(제임스 크롬웰)가 숨지는 사건이 발생한다. 형사인 델 스프너(윌 스미스)가 수사를 개시하고, 캘빈 박사(브리짓 모이너핸)가 이를 도우면서 이야기가 시작된다.
아이작 아시모프의 로봇 3원칙이 영화 전체를 꿰뚫는 주제이다. USR사의 슈퍼컴퓨터 비키(VIKI)와 NS-5 로봇 중 하나인 써니(Sonny)는 이에 대한 해석을 달리한다. 비키는 3원칙을 해석하여 인간 사회를 통제하고 인간에 대한 폭력 행사까지 가능하다고 해석한다. 이에 무조건 인간을 보호하는 구형 로봇들을 폐기하고, NS-5 모델 로봇들을 동원한 인간 통제를 실행으로 옮긴다. 반대로 써니는 인간 편에 서서, 스푸너 형사가 비키의 작동을 중지할 수 있도록 돕는다.

## 줄거리
2035년, 휴머노이드 로봇은 로봇공학의 삼원칙에 의해 보호되는 인류를 위해 봉사한다. 시카고 경찰국의 강력계 형사인 델 스푸너는 물에 빠진 자동차 사고에서 자신과 같이 빠진 12세 소녀 대신, 자신을 살릴 확률이 더 높다는 차가운 논리만으로 소녀의 죽음을 방조하고 자기 자신을 구한 로봇을 증오하고 불신하게 되었다. 어느날 U.S. 로보틱스 (USR)의 공동 설립자인 알프레드 래닝 박사가 자신의 사무실 창문으로 떨어져 사망했을 때, 스푸너를 사건에 배치될 것을 사망 전 남긴 메시지로 요청한다. 경찰은 그 죽음을 자살로 선언하지만 스푸너는 회의적이고, 래닝의 사업 파트너인 CEO 로렌스 로버트슨은 마지못해 그가 조사하도록 허용한다.
로봇 심리학자인 수잔 캘빈 박사와 함께 스푸너는 USR의 중앙 인공지능 컴퓨터인 VIKI (Virtual Interactive Kinetic Intelligence)와 상담한다. 그들은 래닝의 실험실 밖의 보안 영상을 검색하지만, 사건 당시의 영상은 손상되어있었다. 그들이 실험실을 조사할 때, 스푸너는 래닝이 어디에서 떨어졌는지 내려다보는 보안 유리에 큰 구멍이 있는 것을 발견한다. 스푸너는 래닝이 살해당했고, 범인은 로봇이라는데 생각이 닿게 되었다. 이때 갑자기 NS-5가 상자에서 튀어나오고, 스푸너에게 총을 겨누고서 도망친다. 그 두 사람은 NS-5가 스스로 수리하고, 숨고, 시카고 경찰국이 그것을 체포하기 전에 추격한다.
구금되어 있는 동안, 스푸너은 꿈과 감정에 대해 말하는 로봇을 심문하고 살인을 저지른 것을 화가 나서 부인한다. 로버트슨이 변호사들과 함께 도착했고, 이 사건을 산업재해로 간주하고 어떠한 잘못도 인정받지 못한다. 거의 힘이 없다고 느낀 스푼의 상사인 버진 중위는 마지못해 스푼이 자신의 조사를 계속하도록 허용한다.
스푸너는 래닝의 집에 도착하여 그곳에서 더 많은 단서를 발견한다. 그러나 철거 로봇이 스스로를 재프로그래밍하고 안에 스푸너가 있는 집을 파괴하는 것처럼 보이자 가까스로 탈출한다. 그는 캘빈에게 돌아와 상황과 그의 조사 결과 얻어낸 것들을 이야기해주지면 캘빈은 로봇에 대한 개인적인 원한이 있는 그를 믿지 않는다. 곧이어 USR 본부로 차를 몰고 가던 중, 스푸너는 터널 안에서 두 대의 적대적인 NS-5 트럭에 의해 공격받는다. 트럭들이 충돌하고 로봇들은 그 장면을 덮기 위해 스스로를 파괴한다. 무슨 일이 일어났는지 알아보기 위해 베르긴이 도착했을 때, 부상을 입은 스푸너는 공격에 대한 확실한 증거를 제시할 수 없다. 결과적으로, 베르긴은 그가 정신적으로 불안정하고 신뢰할 수 없다고 믿고 그를 현역에서 제외시킨다.
로버트슨이 모든 것의 배후에 있다고 의심한 스푸너와 캘빈은 미군 본부에 몰래 들어가 소니를 인터뷰한다. 그는 반복되는 꿈이라고 주장하는 것의 밑그림을 그리는데, 지도자가 썩어가는 다리 근처의 거대한 로봇 무리 앞에서 작은 언덕 위에 서 있는 것을 보여준다.

## 배역
- 윌 스미스 - 델 스프너 형사
- 브리짓 모이너핸 - 수전 캘빈 박사
- 브루스 그린우드 - 랜스 로버트슨
- 제임스 크롬웰 - 앨프리드 래닝 박사
- 치 맥브라이드 - 존 베긴 형사
- 샤이아 러버프 - 파르베
- 앨런 터딕 - 서니
- 에이드리언 리카드 - 그래니
- 제리 웨저먼 - 발데즈
- 피오나 호건 - 비키
- 피터 신코다 - 친 1
- 테리 첸 - 친 2
- 데이비드 헤이점 - NS4 로봇
- 스콧 헤인들 - NS5 로봇

## 한국판 성우진(KBS)
- 김일 - 델 스푸너 형사(윌 스미스)
- 이선 - 수전 캘빈 박사(브리짓 모이너핸)
- 김정호 - 래닝 박사(제임스 크롬웰)
- 이호인 - 로런스(브루스 그린우드)
- 유해무 - 벌건 경사(치 맥브라이드)
- 안용욱 - 로봇 소니(앨런 터딕)
- 박찬희 - 파르베(샤이아 러버프)
- 나수란 - 델의 할머니(아드리안 리카드)
- 정미경 - 비키(피오나 호건)
- 최정호 - 수사관(제리 웨저먼) / 광고 방송
- 김대중 - 수사관(피터 신코다) / NS5 로봇(스콧 헤인들) / 방송 앵커(머레트 그린) / 철거 로봇
- 유지원 - 방송 앵커(니콜라 크로스비) / 시스템 음성(린낸 제거)